# Krönungskapelle Straubing
Die Kirche zur Krönung Christi oder Kirche zur Krone Christi in Straubing, häufig Krönungskapelle bezeichnet, ist ein spätgotisches Kirchengebäude in Straubing in Niederbayern. Das Bauwerk wurde im 15. Jahrhundert errichtet und steht unter Denkmalschutz.
Die ehemalige Nebenkirche der Pfarrei St. Peter wurde 1669 geweiht. Ob die Kirche jemals offiziell säkularisiert wurde, ist fraglich.

## Lage
Die Kirche steht in Straubing 322 m ü. NHN auf einer platzartigen Erweiterung der Schulstraße, bei deren Einmündung in die Petersgasse, unmittelbar links vor der Westfassade der Schutzengelkirche.

## Gebäude
In der Denkmalliste wird der Bau auf 1446 datiert. Da der Bau der Kirche zurückgeht auf eine Stiftung des Jörg Lerchenfelder im Jahr 1486, kann auch ein Baubeginn um 1486 angenommen werden. Das Langhaus in West-Ost-Ausrichtung von etwa zehn Metern Länge hat zwei Fensterachsen und trägt ein steiles Satteldach. Im Westen sitzt der Dachreiter mit Zwiebelhaube auf dem First, im Osten schließt der eingezogene, fünfseitig geschlossene Chor an. Dieser ist nach Süden achsverschoben, um einer Tür in der Nordostecke des Langhauses Platz zu verschaffen. Die gotische und barocke Innenausstattung ist weitgehend verloren. Es gibt Reste einer barocken Kassettendecke im Langhaus. In den Gewölbekappen des Chors, mit seinen in kräftigem Rotocker gehaltenen Netzrippen, zeigen spätgotische Fresken Maßwerkmalerei aus Dreipässen, Vierpässen und Fischblasen. In vier Feldern sind Engel mit den Leidenswerkzeugen dargestellt.
Neben der Kapelle stand ein Siechenhaus für Syphiliskranke. Ob es eine direkte bauliche Verbindung gab, ist ungeklärt.